# Nard Reijnders
Nard Reijnders (Venlo, 1951) is een Nederlands muzikant. 
Reijnders is een muzikale duizendpoot. Hij is opgeleid aan het Conservatorium van Maastricht (klarinet), en compositieleer en saxofoon aan het Conservatorium van Rotterdam. Hij heeft opgetreden met een keur van artiesten als Freek de Jonge, Jaap van Zweden en Liesbeth List. Hij heeft een langdurige muzikale relatie gehad met Herman van Veen (1978-2000) voor/met wie hij optrad als muzikant, arrangeur en muziekproducent.
Hij heeft diverse composities op zijn naam staan voor bijvoorbeeld toneelstukken, balletten. Voorts werkte hij met onder andere het Metropole Orkest.
In 2009 werd hij benoemd tot Ridder in de Orde van Oranje Nassau.
- Gemeinsame Normdatei: 134704770
- International Standard Name Identifier: 0000 0000 5670 6118
- Virtual International Authority File: 79739395
- WorldCat: E39PBJxrXbj6tmqGRFmGtcqG73